# Adinandra latifolia
Adinandra latifolia là một loài thực vật có hoa trong họ Pentaphylacaceae. Loài này được L.K.Ling mô tả khoa học đầu tiên năm 1998.